# 托马斯·维克特

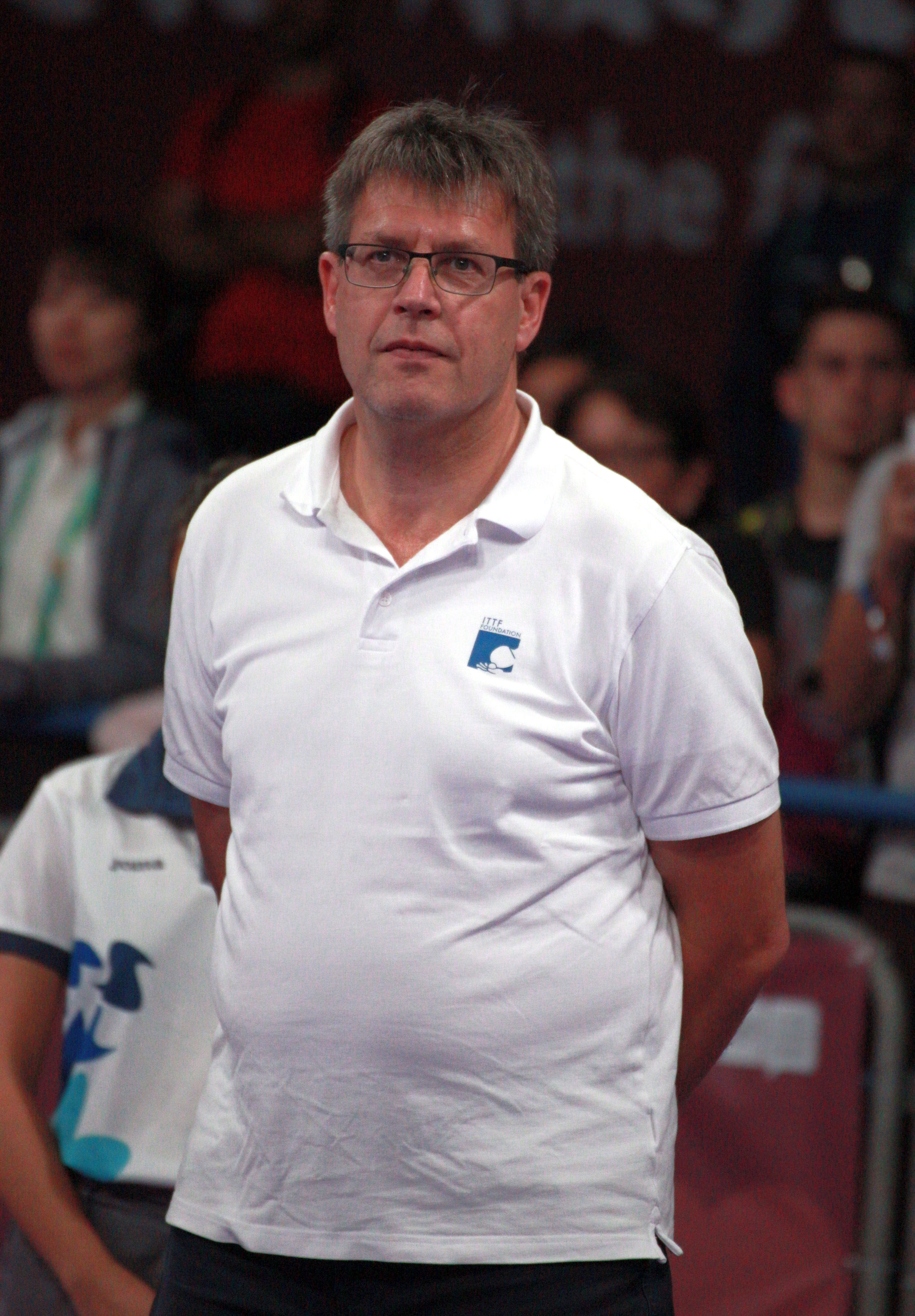
2018年

托马斯·维克特（Thomas Weikert，1953年3月24日—）是一名德国体育人物，生于黑森州哈达马尔。2014年国际乒联主席亚当·沙拉拉辞任后，维克特成为国际乒联代主席。2017年5月31日正式当选国际乒联主席。